# 孟加拉花蟹蛛
孟加拉花蟹蛛（学名：Xysticus bengalensis）为蟹蛛科花蟹蛛属的动物。分布于印度以及中国的西藏等地，多见于农田边。该物种的模式产地在印度。其种加词“bengalensis ”意为“孟加拉的”。